# Detlef Dürr

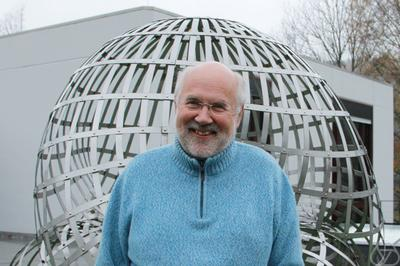
Detlef Dürr

Detlef Dürr (* 4. März 1951 in Hänigsen; † 3. Januar 2021) war ein deutscher Mathematiker und theoretischer Physiker.

## Leben und Werk
Dürr wurde 1978 an der Universität Münster promoviert (Wahrscheinlichste Wege von Diffusionsprozessen) und habilitierte sich 1984 in Mathematik in Bochum. Seit 1989 war er Professor für Mathematik an der Ludwig-Maximilians-Universität München. Neben der Lehrtätigkeit betrieb er zusammen mit Sheldon Goldstein und Nino Zanghì intensive Forschung und Grundlagenarbeit auf dem Gebiet der De-Broglie-Bohm-Theorie. Zu diesem Thema hatte er auch mehrere Schriften und Bücher veröffentlicht.
1985 bis 1988 war er Herausgeber des Journal of Statistical Physics.
Er starb unerwartet zwei Monate vor seinem 70. Geburtstag.

## Schriften
- Detlef Dürr, Sheldon Goldstein, Nino Zanghì: Quantum Physics Without Quantum Philosophy. 1. Auflage. Springer, 2012, ISBN 978-3-642-30690-7.
- Detlef Dürr, Stefan Teufel: Bohmian Mechanics. 1. Auflage. Springer, Berlin 2009, ISBN 978-3-540-89343-1.
- Detlef Dürr: Bohmsche Mechanik als Grundlage der Quantenmechanik. 1. Auflage. Springer, Berlin 2001, ISBN 978-3-540-41378-3.